# Cosmo Oil Company
Cosmo Oil Company, Limited (株式会社 ス モ 石油 株式会社 Kosumo Sekiyu Kabushiki-gaisha) è una società petrolchimica giapponese. È il terzo raffinatore giapponese per vendite dopo JX Holdings e Idemitsu Kosan.

## Storia
Cosmo fa risalire le sue radici aziendali a Maruzen Petroleum (丸 善 石油 株式会社), una società fondata nel 1931, sebbene l'attività petrolifera gestita da Maruzen sia stata originariamente fondata da Zenzo Matsumura a Kōbe nel 1907.
La Cosmo Oil Company è stata costituita il 1º aprile 1986, dalla fusione di Maruzen Petroleum e Daikyo Petroleum, un gruppo di compagnie petrolifere con sede nella Prefettura di Niigata, che si è fusa nel 1939.
A seguito del terremoto di Tōhoku del 2011 si è verificato un grande incendio nella raffineria di Cosmo a Ichihara. Si è estinto dopo dieci giorni, ferendo sei persone e distruggendo i serbatoi di stoccaggio. La causa ultima è stata ricondotta al crollo dei supporti per il serbatoio GPL 364, che era stato riempito d'acqua e sottoposto a test idrostatici al momento del terremoto. Il crollo ha rotto i tubi del GPL, rilasciando gas che poi si è acceso, a sua volta ha acceso il GPL in diversi serbatoi adiacenti.
Nel febbraio 2015, la società ha dichiarato che si riorganizzerà sotto una holding per aumentare la redditività. Sempre nel 2015, a marzo, Cosmo Oil ha costituito una joint-venture GPL, fondendo la sua attività GPL con altre tre società GPL. La nuova società, denominata Gyxis Corporation, inizierà le operazioni il 1º aprile 2015. Insieme a Cosmo, le altre tre società azionarie sono Showa Shell Sekiyu, TonenGeneral Sekiyu e Sumitomo Corporation, tutte con il 25% della proprietà.

## Raffinerie
Cosmo gestisce tre raffinerie, tutte situate in Giappone:
- Ichihara, Chiba (ex raffineria di Maruzen): 220.000 barili al giorno (35.000 m3 / giorno)
- Yokkaichi, Mie (ex raffineria di Daikyo): 175.000 barili al giorno (27.800 m3 / giorno)
- Sakai, Osaka (ex raffineria di Maruzen): 100.000 barili al giorno (16.000 m3 / giorno)

Nell'agosto 2012, la società ha annunciato che chiuderà il suo stabilimento di Sakaide nel sud-ovest del Giappone. La raffineria, che è stata chiusa e trasformata in un terminal petrolifero nel luglio 2013, era un'ex raffineria di petrolio dell'Asia con una capacità di 120.000 barili al giorno (19.000 m3 / giorno).